# Ulrico di Danimarca

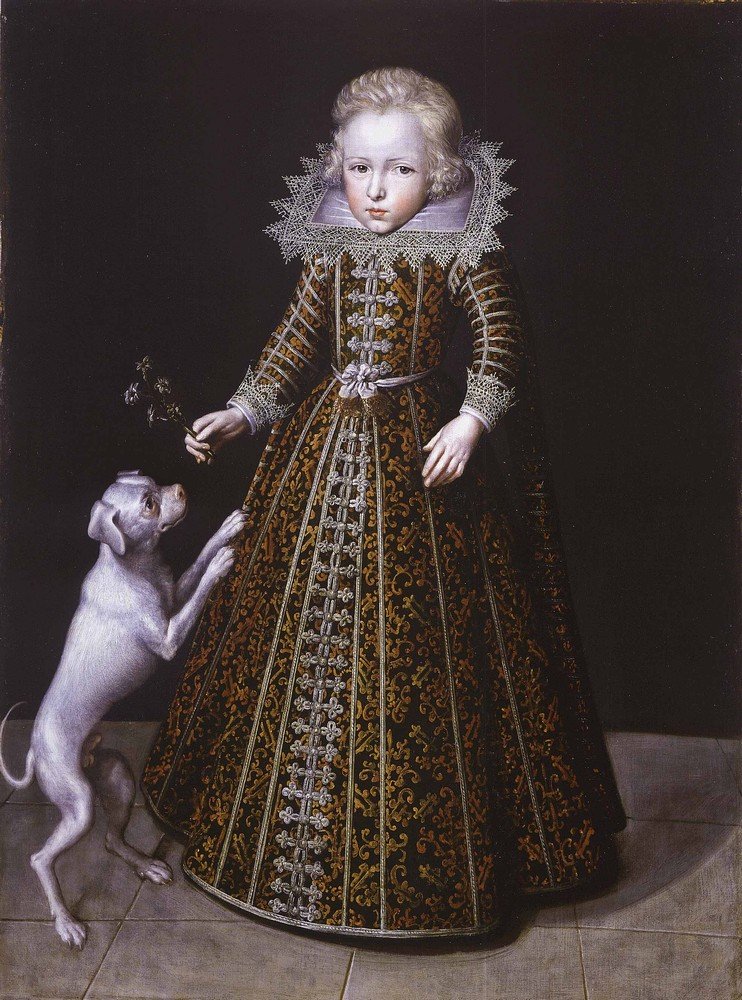
Ritratto del principe Ulrico realizzato da Jacob van Doort

Ulrico di Danimarca (Hillerød, 2 febbraio 1611 – Schweidnitz, 12 agosto 1633) è stato un principe danese.

## Biografia
Era l'ultimogenito del re Cristiano IV di Danimarca e della prima moglie Anna Caterina del Brandeburgo, figlia di Gioacchino III Federico di Brandeburgo.
Fu il quarto figlio maschio del re e, come accadde per altri due fratelli (Federico, morto ad un anno, e Cristiano) non sopravvisse a suo padre. Alla morte di Cristiano IV divenne re il suo terzo figlio maschio, Federico.
Ulrico divenne un ufficiale e prestò il proprio servizio in Svezia, Paesi Bassi e Sassonia. Egli infatti appoggiò e partecipò attivamente alle campagne di conquista nel Nord Europa volute da suo padre e ne influenzò l'andamento.
Durante i combattimenti nel 1632 in Slesia, rubò da un convento a Neisse come bottino di guerra il globo celeste di Tycho Brahe e lo spedì a Copenaghen.
Era amante della musica e della letteratura e scrisse lui stesso poemi in latino. Scrisse inoltre in latino anche un trattato in cui criticava i vizi del suo tempo, come l'abuso di alcool.
Nel 1633, durante una visita al quartier generale dell'imperatore, venne assassinato da un soldato tedesco.
Del principe Ulrico ci rimane il ritratto da bambino opera del pittore Jacob van Doort del 1615.
Altri suoi ritratti sono opere di Pieter Isaacsz e Adriaen Matham.

## Albero genealogico
|                                        |                                 |                                    | Genitori                           |  |  | Nonni |  |  | Bisnonni                   |  |  | Trisnonni               |  |
|                                        |                                 |                                    |                                    |  |  |       |  |  | Cristiano III di Danimarca |  |  | Federico I di Danimarca |  |
|                                        |                                 |                                    |                                    |  |  |       |  |  | Cristiano III di Danimarca |  |  | Federico I di Danimarca |  |
|                                        |                                 | Anna del Brandeburgo               |                                    |  |  |       |  |  | Cristiano III di Danimarca |  |  |                         |  |
| Federico II di Danimarca               |                                 |                                    |                                    |  |  |       |  |  | Cristiano III di Danimarca |  |  |                         |  |
|                                        |                                 | Dorotea di Sassonia-Lauenburg      | Magnus I di Sassonia-Lauenburg     |  |  |       |  |  |                            |  |  |                         |  |
|                                        |                                 | Dorotea di Sassonia-Lauenburg      | Magnus I di Sassonia-Lauenburg     |  |  |       |  |  |                            |  |  |                         |  |
|                                        |                                 | Dorotea di Sassonia-Lauenburg      | Caterina di Braunschweig-Lüneburg  |  |  |       |  |  |                            |  |  |                         |  |
| Cristiano IV di Danimarca              |                                 | Dorotea di Sassonia-Lauenburg      |                                    |  |  |       |  |  |                            |  |  |                         |  |
|                                        |                                 | Ulrico III di Meclemburgo-Güstrow  | Alberto VII di Meclemburgo-Güstrow |  |  |       |  |  |                            |  |  |                         |  |
|                                        |                                 | Ulrico III di Meclemburgo-Güstrow  | Alberto VII di Meclemburgo-Güstrow |  |  |       |  |  |                            |  |  |                         |  |
|                                        |                                 | Ulrico III di Meclemburgo-Güstrow  | Anna di Brandeburgo                |  |  |       |  |  |                            |  |  |                         |  |
| Sofia di Meclemburgo-Güstrow           |                                 | Ulrico III di Meclemburgo-Güstrow  |                                    |  |  |       |  |  |                            |  |  |                         |  |
|                                        |                                 | Elisabetta di Danimarca            | Federico I di Danimarca            |  |  |       |  |  |                            |  |  |                         |  |
|                                        |                                 | Elisabetta di Danimarca            | Federico I di Danimarca            |  |  |       |  |  |                            |  |  |                         |  |
|                                        |                                 | Elisabetta di Danimarca            | Sofia di Pomerania                 |  |  |       |  |  |                            |  |  |                         |  |
| Ulrico di Danimarca                    |                                 | Elisabetta di Danimarca            |                                    |  |  |       |  |  |                            |  |  |                         |  |
|                                        | Giovanni Giorgio di Brandeburgo | Gioacchino II di Brandeburgo       |                                    |  |  |       |  |  |                            |  |  |                         |  |
|                                        | Giovanni Giorgio di Brandeburgo | Gioacchino II di Brandeburgo       |                                    |  |  |       |  |  |                            |  |  |                         |  |
|                                        | Giovanni Giorgio di Brandeburgo | Maddalena di Sassonia              |                                    |  |  |       |  |  |                            |  |  |                         |  |
| Gioacchino III Federico di Brandeburgo | Giovanni Giorgio di Brandeburgo |                                    |                                    |  |  |       |  |  |                            |  |  |                         |  |
|                                        |                                 | Sofia di Liegnitz                  | Federico II di Legnica             |  |  |       |  |  |                            |  |  |                         |  |
|                                        |                                 | Sofia di Liegnitz                  | Federico II di Legnica             |  |  |       |  |  |                            |  |  |                         |  |
|                                        |                                 | Sofia di Liegnitz                  | Sofia di Brandeburgo-Ansbach       |  |  |       |  |  |                            |  |  |                         |  |
| Anna Caterina del Brandeburgo          |                                 | Sofia di Liegnitz                  |                                    |  |  |       |  |  |                            |  |  |                         |  |
|                                        |                                 | Giovanni di Brandeburgo-Küstrin    | Gioacchino I di Brandeburgo        |  |  |       |  |  |                            |  |  |                         |  |
|                                        |                                 | Giovanni di Brandeburgo-Küstrin    | Gioacchino I di Brandeburgo        |  |  |       |  |  |                            |  |  |                         |  |
|                                        |                                 | Giovanni di Brandeburgo-Küstrin    | Elisabetta di Danimarca            |  |  |       |  |  |                            |  |  |                         |  |
| Caterina di Brandeburgo-Küstrin        |                                 | Giovanni di Brandeburgo-Küstrin    |                                    |  |  |       |  |  |                            |  |  |                         |  |
|                                        |                                 | Caterina di Brunswick-Wolfenbüttel | Enrico V di Brunswick-Lüneburg     |  |  |       |  |  |                            |  |  |                         |  |
|                                        |                                 | Caterina di Brunswick-Wolfenbüttel | Enrico V di Brunswick-Lüneburg     |  |  |       |  |  |                            |  |  |                         |  |
|                                        |                                 | Caterina di Brunswick-Wolfenbüttel | Maria di Württemberg               |  |  |       |  |  |                            |  |  |                         |  |
|                                        |                                 | Caterina di Brunswick-Wolfenbüttel |                                    |  |  |       |  |  |                            |  |  |                         |  |